# Tellancourt
Tellancourt es una comuna francesa situada en el departamento de Meurthe y Mosela, en la región de Gran Este.

## Demografía
| 447 | 522 | 571 | 533 | 480 | 523 | 630 |
| Para los censos de 1962 a 1999 la población legal corresponde a la población sin duplicidades (Fuente: INSEE [Consultar]) |     |     |     |     |     |     |